# Henry Buchanan
Henry Kanonta Buchanan (født 5. august 1978 i Capitol Heights, Maryland) er en amerikansk bokser.
Kendt som "Sugar Poo", begyndte Buchanan sin professionelle karriere i 2004, og var ubesejret vej da han gik ind i en ShoBox Supermellemvægt Eliminator turnering, hvor han tabte til Jean-Paul Mendy. Han har også tabt til Andre Ward og deltog i den 3. sæson af The Contender.